# Лагутовка (Архангельський район)
Лагуто́вка (рос. Лагутовка, башк. Лагутовка) — присілок у складі Архангельського району Башкортостану, Росія. Входить до складу Інзерської сільської ради.
Населення — 30 осіб (2010; 80 в 2002).
Національний склад:
- росіяни — 49 %
- білоруси — 39 %